# Стив Пиечник
Д-р Стив Пиечник (на английски: Steve Pieczenik) е американски психиатър, служител на Държавния департамент на САЩ, издател и писател на бестселъри в жанра технологичен, военен и шпионски психо-политически трилър. Писал е и под псевдонима Александър Корт (Alexander Court).

## Биография и творчество
Стив Пиечник е роден на 7 декември 1943 г. в Хавана, Куба, в еврейско семейство. Баща му е поляк, учил и работил в Тулуза като лекар, и избягал преди Втората световна война. Майка му е руска еврейка, която бяга от Европа, след като част от семейството ѝ е избито. Срещат се в Португалия, а след войната се завръщат в Тулуза. През 1951 г. семейството емигрира в САЩ и се заселват в Ню Йорк, където Пиечник завършва гимназия в Харлем.
Завършва университета „Корнел“ с бакалавърска степен по медицина пред 1964 г. Учи психиатрия в Харвардския университет и специализира в Колежа по медицина на университета „Корнел“. Получава докторска степен по международни отношения от Масачузетския технологичен институт, ставайки първият психиатър с докторат по международни отношения.
Назначен е в Службата за обществено здравеопазване през 1969 г. с чин капитан, за да стартира три психиатрични отделения в болница „Св. Елизабет“ във Вашингтон. Участва във Войната във Виетнам.
През 1974 г. става консултант към Държавния департамент на САЩ за преструктурирането на Службата за предотвратяване на тероризма. Става заместник-помощник държавен секретар на Хенри Кисинджър, Сайръс Ванс и Джеймс Бейкър по въпросите на външната политика, международно управление на кризи и психологическата война. Служи в президентските администрации на Джералд Форд, Джими Картър, Роналд Рейгън и Джордж Буш старши. Става един от най-добрите специалисти по решаване на случаи на вземане на заложници. През 1979 г. се уволнява от армията.
Нает е от д-р Ричард Соломон в „RAND Corporation“ в Санта Моника, Калифорния, за да се развие стратегия и тактика, използвайки принципите на психологическа война, за разбиване на Съветския съюз без използването на военна сила. След това е нает в щаба по планиране на Роналд Рейгън.
В средата на 90-те стартира стартира множество успешни предприятия.
Първият му роман „The Mind Palace“ е публикуван през 1985 г.
През 1995 г. е издаден първият му роман в съавторство с Том Кланси „Оперативен център“ от едноименната поредица. През същата година романът е екранизиран в едноименния филм с участието на Хари Хамлин, Ким Катрал, Карл Уедърс и Род Стайгър.
През 1998 г. в съавторство с Том Кланси и Стив Пери издават първият трилър „Мрежата“ от едноименната поредицата. През 1999 г. той е екранизиран в едноименния филм с участието на Скот Бакула, Крис Кристофърсън, Джоана Гоинг, Брайън Денехи и Зандър Бъркли.
Писателят е автор на различни конспиративни теории, свързани със световноизвестни случаи, като например за атаките на 11 септември.
Стив Пиечник живее със семейството си в Чеви Чейс, Мериленд, и в Маями Бийч, Флорида.

## Произведения

### Самостоятелни романи
- The Mind Palace (1985)
- Blood Heat (1988)
- Hidden Passions (1991)
- State of Emergency (1997)
- Active Measures (2001) – като Александър Корт
- My Beloved Talleyrand (2005) – с Робърта Ровнър-Пиечник
- Terror Counter Terror (2007)
- My Beloved Tallyrand (2012)

### Серия „Дизекс Кларк“ (Desaix Clark)
1. Maximum Vigilance (1992)
2. Pax Pacifica (1995)

### Участие в общи серии с други писатели

#### Серия „Оперативен център“ (Tom Clancy's Op-Center)
1. Op-Center (1995) – с Том Кланси
Оперативен център, изд. „Атика“, София (1996), прев. Милена Григорова
2. Mirror Image (1995) – с Том Кланси и Джеф Ровин
Огледален образ, изд. „Атика“, София (1996), прев. Рени Димитрова
3. Games of State (1996) – с Том Кланси
Хаос, изд. ИК „Бард“, София (1996), прев. Тодор Стоянов
4. Acts of War (1997) – с Том Кланси
Бойни действия, изд. ИК „Бард“, София (1997), прев. Юлия Чернева, Крум Бъчваров
5. Balance of Power (1998) – с Том Кланси и Джеф Ровин
Баланс на силите, изд. ИК „Бард“, София (1997), прев. Мария Думбалакова
6. State of Siege (1999) – с Том Кланси и Джеф Ровин
7. Divide and Conquer (2000) – с Том Кланси и Джеф Ровин
Разделяй и владей, изд. ИК „Прозорец“, София (2003), прев. Павел Талев
8. Line of Control (2001) – с Том Кланси и Джеф Ровин
Буферна зона, изд. ИК „Бард“, София (2003), прев. Мария Симеонова
9. Mission of Honor (2002) – с Том Кланси и Джеф Ровин
10. Sea of Fire (2003) – с Том Кланси и Джеф Ровин
11. Call to Treason (2004) – с Том Кланси и Джеф Ровин
12. War of Eagles (2005) – с Том Кланси и Джеф Ровин
13. Out of the Ashes (2014) – с Дик Коуч и Джордж Галдоризи

#### Серия „Мрежата“ (Net Force)
- Net Force (1998) – с Том Кланси и Стив Пери
Мрежата, изд. ИК „Прозорец“, София (2000), прев. Йолина Миланова
- Hidden Agendas (1999) – с Том Кланси
- Night Moves (1999) – с Том Кланси
- Breaking Point (2000) – с Том Кланси и Стив Пери
Точка на пречупване, изд. ИК „Прозорец“, София (2002), прев. Йолина Миланова
- Point of Impact (2001) – с Том Кланси и Стив Пери
- Cybernation (2001) – с Том Кланси и Стив Пери

от серията има още 4 романа

#### Серия „Нет Форс откриватели“ (Net Force Explorers)
3. One Is the Loneliest Number (1999) – с Том Кланси и Даян Дуейн
Едно е най-самотното число, изд. ИК „Прозорец“, София (2001), прев. Ани Пармаксизян
4. The Ultimate Escape (1999) – с Том Кланси
Последно бягство, изд. ИК „Прозорец“, София (2001), прев. Магдалена Куцарова
18. Own Goal (2002) – с Даян Дуейн
от серията има още 16 романа от различни автори

### Новели
- Active Pursuit (2012)

### Документалистика
- My Life Is Great. Why Do I Feel So Awful? (1990)
- Steve Pieczenik Talks: The September of 2012 through the September of 2014 (2015)

### Екранизации
- 1995 OP Center – ТВ филм, изпълнителен продуцент
- 1999 NetForce – ТВ филм, изпълнителен продуцент
- 2003 Red Cockroaches – изпълнителен продуцент
- 2010 Memorias del desarrollo – изпълнителен продуцент